# Färjestad BK
Färjestad BK (FBK), tidigare Färjestads Bollklubb, bildad 10 november 1932, är en idrottsförening i Karlstad som är en av Sveriges mest framgångsrika ishockeyklubbar. Färjestad innehar även förstaplatsen i Svenska Hockeyligans maratontabell och innehar flest SM-titlar under SHL-eran (10 st) vilket gör Färjestad till den framgångsrikaste SHL-klubben i historien. Färjestad BK kvalificerade sig för SM-final sex säsonger i följd mellan 2001 och 2006.
Tidigare hade klubben bland annat bandy på programmet och spelade i Sveriges högsta division säsongerna 1937 och 1941. Ishockey togs upp på programmet första gången 1941 men lades ner 1947. Ishockeysektionen återstartades sedan 1956, och inför säsongen 1996/1997 blev laget Sveriges första helprofessionella ishockeyklubb.
Sedan Svenska Hockeyligan (SHL, fram till 2013 benämnd Elitserien) hade premiär säsongen 1975/1976 är Färjestad den enda föreningen som deltagit i samtliga säsonger av serien. 1980-talet brukar räknas som klubbens allra främsta tid, då klubben hade spelare som Håkan Loob och Thomas Rundqvist. En andra storhetstid inleddes genom SM-guldet 1997. Under tio säsonger, 1996/97–2005/06, vann Färjestad SM-guld fyra gånger och nådde SM-final vid åtta tillfällen (varav sex i följd, 2001–2006). Lagets ledargestalt under dessa år var Jörgen Jönsson. Sammantaget har Färjestad blivit svenska mästare vid tio tillfällen, och även vunnit Elitseriens/SHL:s grundserie vid tio tillfällen. Klubben gick 20 år i rad (1995–2014) till åtminstone kvartsfinal, en svit som kom att brytas genom förlust mot Brynäs i play-in med 1–2 i matcher.
Sedan 2002, med undantag för verksamhetsåret 2016–2017, är Färjestad också Sveriges rikaste ishockeyklubb sett till eget kapital.
1971 var FBK-profilen Ulf Sterner med om att starta fotbollsföreningen FBK Karlstad, där senare flera Färjestadsprofiler varit verksamma.

## Historia före Elitserien/SHL
Färjestad BK grundades den 10 november 1932 vid Håfströms kiosk av Sven Bryhske, Gösta Jonsson, Bengt Norling, Sven Larsson och Erik Myrén. Inledningsvis var bandy föreningens huvudsakliga idrott, med spel i högsta serien säsongerna 1937 och 1941. Ishockey började klubben spela i den första Värmlandsserien 1941/42, där Färjestad placerade sig på en tredje plats efter IF Göta och Slottsbron. Våren 1947 lades ishockeyverksamheten i föreningen ner på grund av bristande ekonomi och för litet intresse för sporten. Ishockey återtogs på programmet 1956 och redan säsongen därpå, 1957, stod klubben som seriesegrare i Div IV, Värmland. Påföljande säsong vann klubben Div III Södra Västsvenskaserie A.
Kjell Glennert valdes in i styrelsen 1960 och blev föreningens ordförande tre år senare, en post han skulle komma att behålla fram till sin bortgång 1999. År 1965 tog Färjestad för första gången steget upp till högsta serien, dåvarande Division I Södra. 1971 nådde laget för första gången SM-slutspel och säsongen 1972/1973 vann Färjestad serien för första gången.
Färjestad kvalificerade sig säsongen 1974/75 till den första upplagan av Elitserien (nu SHL), som klubben alltid hållit sig kvar i. Den allra första omgången av Elitserien spelades 5 oktober 1975 och seriens första mål gjordes av Färjestad: Benny Andersson satte 1–0 hemma mot MoDo efter 2 minuter och 31 sekunders spel. Matchen vanns dock av MoDo med 8–7.

## SHL-/Elitseriesäsonger
| Säsong    | Anmärkning        | Placering |
| --------- | ----------------- | --------- |
| 1975/1976 | Silver            | 3 (40p)   |
| 1976/1977 | Silver            | 2 (52p)   |
| 1977/1978 |                   | 5 (44p)   |
| 1978/1979 |                   | 2 (44p)   |
| 1979/1980 |                   | 7 (36p)   |
| 1980/1981 | Mästare           | 3 (40p)   |
| 1981/1982 |                   | 1 (47p)   |
| 1982/1983 | Silver            | 1 (50p)   |
| 1983/1984 |                   | 5 (38p)   |
| 1984/1985 |                   | 3 (45p)   |
| 1985/1986 | Mästare           | 1 (49p)   |
| 1986/1987 | Silver            | 1 (49p)   |
| 1987/1988 | Mästare           | 6 (40p)   |
| 1988/1989 |                   | 5 (42p)   |
| 1989/1990 | Silver            | 1 (59p)   |
| 1990/1991 | Silver            | 2 (48p)   |
| 1991/1992 |                   | 1 (49p)   |
| 1992/1993 |                   | 4 (43p)   |
| 1993/1994 | Kval              | 11 (18p)  |
| 1994/1995 |                   | 6 (40p)   |
| 1995/1996 |                   | 3 (46p)   |
| 1996/1997 | Mästare           | 3 (60p)   |
| 1997/1998 | Mästare           | 2 (58p)   |
| 1998/1999 |                   | 2 (81p)   |
| 1999/2000 |                   | 7 (81p)   |
| 2000/2001 | Silver            | 2 (93p)   |
| 2001/2002 | Mästare           | 1 (118p)  |
| 2002/2003 | Silver            | 2 (94p)   |
| 2003/2004 | Silver            | 2 (90p)   |
| 2004/2005 | Silver            | 4 (92p)   |
| 2005/2006 | Mästare           | 4 (84p)   |
| 2006/2007 |                   | 1 (99p)   |
| 2007/2008 |                   | 4 (89p)   |
| 2008/2009 | Mästare           | 1 (99p)   |
| 2009/2010 |                   | 5 (87p)   |
| 2010/2011 | Mästare           | 2 (96p)   |
| 2011/2012 |                   | 6 (87p)   |
| 2012/2013 |                   | 2 (102p)  |
| 2013/2014 | Silver            | 5 (85p)   |
| 2014/2015 |                   | 7 (83p)   |
| 2015/2016 |                   | 5 (89p)   |
| 2016/2017 |                   | 7 (87p)   |
| 2017/2018 |                   | 4 (87p)   |
| 2018/2019 |                   | 1 (101p)  |
| 2019/2020 | Inställt slutspel | 2 (92p)   |
| 2020/2021 |                   | 8 (81p)   |
| 2021/2022 | Mästare           | 6 (82p)   |
| 2022/2023 |                   | 3 (90p)   |
| 2023/2024 |                   | 1 (104p)  |
| 2024/2025 |                   | 4 (88p)   |

## Priser som tilldelats personer i Färjestad
Guldhjälmen
- Peter Lindmark: 1986/87
- Bengt-Åke Gustafsson: 1989/90
- Håkan Loob: 1990/91
- Håkan Loob: 1991/92
- Ulf Söderström: 2001/02

Guldpucken
- Kent-Erik Andersson: 1976/77
- Håkan Loob: 1982/83
- Tommy Samuelsson: 1985/86
- Thomas Rundqvist: 1990/91
- Jörgen Jönsson: 1996/97
- Jonas Gustavsson: 2008/09

Rinkens Riddare
- Nils Johansson: 1970/71
- Kent-Erik Andersson: 1975/76
- Jörgen Jönsson: 2008/09

Salming Trophy
- Magnus Nygren: 2012/13

Stefan Liv Memorial Trophy
- Anders Bastiansen: 2010/11
- Per Åslund: 2021/22

Skyttetrofén
- Ulf Sterner: 1971/72
- Anders Steen: 1979/80
- Håkan Loob: 1982/83
- Håkan Loob: 1990/91
- Håkan Loob: 1991/92
- Håkan Loob: 1992/93
- Ulf Söderström: 2001/02
- Marcus Nilsson: 2019/20

Årets junior
- Joel Eriksson-Ek: 2016/17

Minst insläppta mål per match
- Hannu Lassila: 1980/81
- Håkan Hermansson: 1981/82
- Peter Lindmark: 1984/85
- Anders Bergman: 1989/90
- Martin Gerber: 2001/2002
- Jonas Gustavsson: 2008/09
- Alexander Salak: 2012/13

Årets coach
- Per Bäckman: 1996/97
- Bo Lennartsson: 1997/98
- Per-Erik Johnsson: 2008/09

- Tommy Samuelsson: 2008/09

- Tomas Mitell: 2023/2024

Årets back
- Jesse Virtanen: 2018/19

Årets forward
- Marcus Nilsson: 2019/20

Årets mål
- Daniel Viksten: 2021/22

Årets målvakt
-
Årets MVP
-
Årets rookie
-
Årets räddning
- Justin Pogge: 2014/15
- Adam Werner: 2018/19

## FBK-profiler som är invalda i Svensk hockeys Hall of Fame
- Håkan Loob Inröstad 11 februari 2012
- Ulf Sterner Inröstad 10 februari 2012
- Peter Lindmark Inröstad 1 maj 2012
- Arne Strömberg Inröstad 12 maj 2012
- Jörgen Jönsson Inröstad 18 december 2012
- Bengt-Åke Gustafsson Inröstad 3 maj 2013
- Thomas Rundqvist Inröstad 28 februari 2014
- Kjell Glennert Inröstad 22 augusti 2014
- Conny Evensson Inröstad 12 december 2016
- Tommy Samuelsson Inröstad 30 januari 2019

## Rivaler
Då Färjestad är ensamt värmländskt lag i SHL saknas lokalrivaler. Förhållandet till värmlandskollegan BIK Karlskoga i Allsvenskan är av samarbete istället för rivalitet. Den främste rivalen genom Elitseriehistorien har istället utgjorts av Djurgårdens IF, främst beroende på alla slutspelsmöten; lagen har mötts 11 gånger i slutspelssammanhang (varav fem finaler), Djurgården vann de sex första slutspelsserierna. Under 2000-talet har dock Djurgårdens IF alltmer ersatts av Frölunda HC som Färjestads främste rival, mycket till följd av fyra slutsspelsserier under 2000-talet (varav tre finaler) lagen emellan. En skillnad mellan rivaliteterna är att övergångar mellan Färjestad och Djurgården varit ovanliga. Undantagen utgörs av Linus Johansson, Dick Axelsson, Pär Bäcker, Michael Holmqvist och Pontus Åberg medan de varit relativt vanliga mellan Färjestad och Frölunda; spelare som Janne Niskala, Pelle Prestberg, Marko Jantunen, Radek Hamr, Kristian Huselius, Dick Axelsson, Fabian Brunnström samt tränarna Conny Evensson, Per Bäckman och Roger Melin har varit verksamma i båda föreningarna. Även Färjestad och HV71 har, sedan finalen 2004 som HV71 vann, mötts i ett antal slutspelsserier och därav har mötena med HV71 kallats för hatmatcher.

## Löfbergs Arena

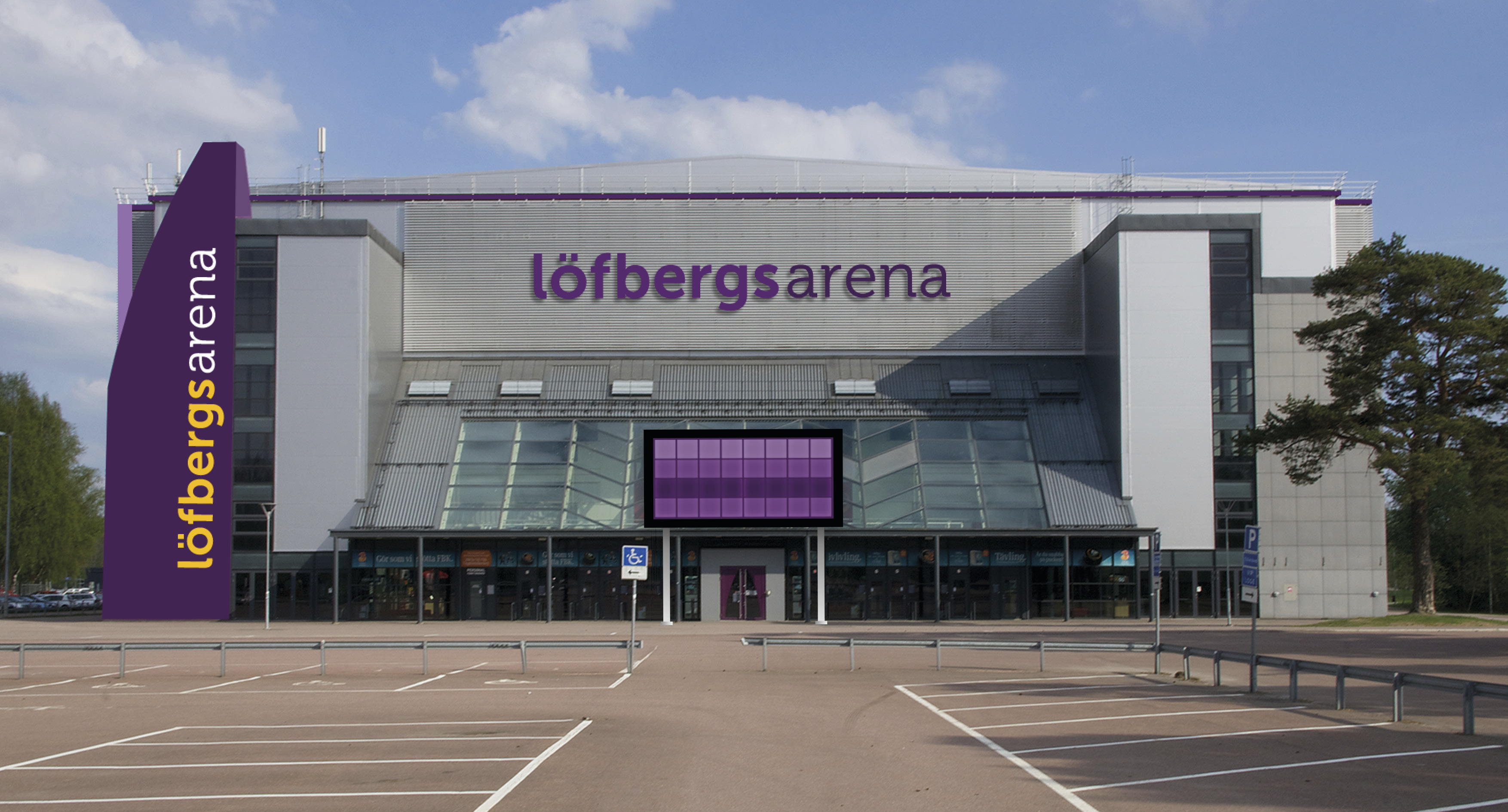
Löfbergs Arena som stod klar 15 september 2001.

Inför säsongen 2001/2002 byggdes Löfbergs Lila Arena, på samma plats som Färjestads ishall stod (som hade varit FBK:s arena sedan 1967), vilken den 15 september 2001 och är uppkallad efter Färjestads mångåriga huvudsponsor Löfbergs. 2013 byttes namnet till Löfbergs Arena, som en direkt följd till att huvudsponsorn gjort samma namnbyte. Med plats för 8 647 åskådare blev Löfbergs Arena en av de ledande i Europa. Arenan ägs och förvaltas av Färjestad.
Den gamla arenan hade som mest en kapacitet om 8 000 åskådarplatser, men efter ombyggnation (insättande av sittplatser) minskades kapaciteten till 4 700. Färjestad såg det som en nödvändighet att bygga en modern arena för att locka fler människor till matcherna och ansåg det lönsamt att själva äga arenan. Inför säsongen 2009/2010 byggdes FBK Center mellan LA och B-hallen Kobbs Arena. I samband med detta utökades hemmaståplats medan bortaståplats flyttades, vilket resulterade i arenakapaticet på 8 647. Idag ligger arenakapaticet på 8 250 på grund av tillkommande ombyggnationer. 

### Publik
Publiksnitt Löfbergs Arena 
| Säsong    | Antal hemmamatcher | Totalt antal besökare | Snitt | Anmärkning                                 |
| --------- | ------------------ | --------------------- | ----- | ------------------------------------------ |
| 2001-2002 | 25                 | 185224                | 7409  |                                            |
| 2002-2003 | 25                 | 195536                | 7821  |                                            |
| 2003-2004 | 25                 | 195995                | 7840  |                                            |
| 2004-2005 | 25                 | 198913                | 7947  |                                            |
| 2005-2006 | 25                 | 190827                | 7633  |                                            |
| 2006-2007 | 27                 | 203305                | 7530  |                                            |
| 2007-2008 | 28                 | 196018                | 7001  |                                            |
| 2008-2009 | 27                 | 177557                | 6576  |                                            |
| 2009-2010 | 28                 | 189961                | 6784  |                                            |
| 2010-2011 | 27                 | 183202                | 6785  |                                            |
| 2011-2012 | 28                 | 184876                | 6603  |                                            |
| 2012-2013 | 27                 | 167631                | 6209  |                                            |
| 2013-2014 | 28                 | 166955                | 5963  |                                            |
| 2014-2015 | 27                 | 161790                | 5992  |                                            |
| 2015-2016 | 26                 | 159176                | 6122  |                                            |
| 2016-2017 | 26                 | 162267                | 6241  |                                            |
| 2017-2018 | 26                 | 188055                | 7233  |                                            |
| 2018-2019 | 26                 | 188000                | 7231  |                                            |
| 2019-2020 | 26                 | 196184                | 7546  |                                            |
| 2020-2021 | 26                 | 548                   | 21    | Siffran påverkad av Covid-19 restriktioner |
| 2021-2022 | 26                 | 156518                | 6020  | Siffran påverkad av Covid-19 restriktioner |
| 2022-2023 | 26                 | 189702                | 7296  |                                            |

## Klubbnamnet - Färjestad BK
Det har rått en viss förvirring angående stavningen av klubbnamnet. Föreningen kallar sig numera enbart Färjestad BK och har registrerat sig hos Bolagsverket som Färjestad BK Hockeyallians Ekonomisk förening. Tidigare har klubben varit registrerad hos Svenska Ishockeyförbundet som Färjestads Bollklubb men är sedan 2013 också där registrerad som Färjestad BK. Klubbens fastighetsbolag heter dock fortfarande Färjestads Bollklubb Fastighets AB.

## Juniorer
Färjestad har också ett juniorlag, som exempelvis vunnit Nordic Trophy Junior 2009.

## Spelartrupp 2024/2025
| Målvakter | Målvakter | Målvakter    | Målvakter | Målvakter | Målvakter | Målvakter       | Målvakter  | Målvakter | Målvakter |
| Nr        | Nat       | Spelare      | Längd     | Vikt      | L/R       | Född            | Födelseort | Kontrakt  |           |
| --------- | --------- | ------------ | --------- | --------- | --------- | --------------- | ---------- | --------- | --------- |
| 33        | Kanada    | Max Lagacé   | 188       | 86        | L         | 12 januari 1993 | Kanada     | 2024/2025 |           |
| 50        | Italien   | Damian Clara | 197       | 97        | L         | 13 januari 2005 | Brunico    | 2024/2025 |           |

| Backar | Backar  | Backar              | Backar | Backar | Backar | Backar           | Backar     | Backar    | Backar |
| Nr     | Nat     | Spelare             | Längd  | Vikt   | L/R    | Född             | Födelseort | Kontrakt  |        |
| ------ | ------- | ------------------- | ------ | ------ | ------ | ---------------- | ---------- | --------- | ------ |
| 7      | Sverige | Axel Bergkvist      | 176    | 91     | L      | 1 juni 2000      | Insjön     | 2024/2025 |        |
| 26     | Sverige | Joel Nyström        | 177    | 72     | R      | 14 maj 2002      | Karlstad   | 2025/2026 |        |
| 32     | Sverige | Magnus Nygren (A)   | 184    | 90     | R      | 7 juni 1990      | Karlstad   | 2025/2026 |        |
| 52     | Sverige | August Tornberg     | 194    | 99     | R      | 31 maj 1992      | Pajala     | 2025/2026 |        |
| 72     | Norge   | Stian Solberg       | 188    | 91     | L      | 29 december 2005 | Oslo       | 2025/2026 |        |
| 73     | Sverige | Adam Ollas Mattsson | 193    | 98     | L      | 30 juli 1996     | Stockholm  | 2025/2026 |        |
| 75     | Kanada  | Jérémy Groleau      | 191    | 88     | L      | 25 oktober 1999  | Kanada     | 2025/2026 |        |

| Forwards | Forwards  | Forwards              | Forwards | Forwards | Forwards | Forwards          | Forwards   | Forwards  | Forwards |
| Nr       | Nat       | Spelare               | Längd    | Vikt     | L/R      | Född              | Födelseort | Kontrakt  |          |
| -------- | --------- | --------------------- | -------- | -------- | -------- | ----------------- | ---------- | --------- | -------- |
| 11       | Sverige   | Joakim Nygård (A)     | 182      | 81       | L        | 8 januari 1993    | Stockholm  | 2026/2027 |          |
| 13       | Sverige   | Joel Kellman          | 180      | 85       | L        | 25 maj 1994       | Tingsryd   | 2025/2026 |          |
| 14       | Sverige   | Henrik Björklund      | 189      | 95       | R        | 22 september 1990 | Karlstad   | 2024/2025 |          |
| 16       | Sverige   | Alexander Ljungkrantz | 185      | 81       | L        | 27 februari 2002  | Gävle      | 2025/2026 |          |
| 20       | Sverige   | Marcus Westfält       | 191      | 92       | L        | 12 mars 2000      | Stockholm  | 2024/2025 |          |
| 22       | Sverige   | Per Åslund            | 187      | 83       | L        | 21 augusti 1986   | Kil        | 2024/2025 |          |
| 28       | Sverige   | Emil Alba             | 186      | 99       | L        | 14 augusti 1997   | Stockholm  | 2025/2026 |          |
| 29       | Sverige   | Oskar Steen           | 178      | 88       | R        | 9 mars 1998       | Karlstad   | 2028/2029 |          |
| 34       | Sverige   | Michael Lindqvist     | 180      | 78       | R        | 12 september 1994 | Danderyd   | 2024/2025 |          |
| 59       | Sverige   | Linus Johansson (C)   | 190      | 90       | L        | 30 november 1992  | Ljungby    | 2027/2028 |          |
| 71       | Sverige   | Viktor Lodin          | 187      | 91       | L        | 2 juni 1999       | Leksand    | 2024/2025 |          |
| 92       | Sverige   | Lucas Forsell         | 184      | 75       | R        | 5 september 2003  | Västerås   | 2026/2027 |          |
| 96       | Tjeckien  | David Tomášek         | 187      | 85       | R        | 10 februari 1996  | Prag       | 2025/2026 |          |
| 98       | Slovakien | Marian Studenič       | 185      | 82       | L        | 28 oktober 1998   | Skalica    | 2025/2026 |          |

| Ledare  | Ledare         | Ledare               | Ledare          | Ledare     | Ledare | Ledare      |
| Nat     | Namn           | Roll                 | Född            | Födelseort | Värvad | Kontrakt    |
| ------- | -------------- | -------------------- | --------------- | ---------- | ------ | ----------- |
| Sverige | Tomas Mitell   | Huvudtränare         | 24 oktober 1980 | Mariestad  | 2022   | 2024/2025   |
| Sverige | Johan Hedberg  | Assisterande tränare | 5 maj 1973      | Nacka      | 2024   | 2024/2025   |
| Sverige | Thomas Rhodin  | Assisterande tränare | 8 april 1971    | Karlstad   | 2018   | 2024/2025   |
| Sverige | Maciej Szwoch  | Målvaktstränare      | 8 juni 1985     | Gdansk     | 2015   | 2024/2025   |
| Sverige | Rickard Wallin | Sportdirektör        | 9 april 1980    | Stockholm  | 2021   | tillsvidare |

Uppdaterad den 21 juli, 2024.
Visa laguppställningsmallen.

## Transferfönstret 2024/2025

### Nyförvärv
- Emil Alba, forward - från Södertälje SK
- Adam Ollas Mattsson, back - från Malmö Redhawks
- Viktor Lodin, forward - från IK Oskarshamn

### Förluster
- Oscar Lawner, forward - till Linköping HC
- Mikael Wikstrand, back - till
- Marcus Nilsson, forward - till IF Björklöven
- Victor Ejdsell, forward - till
- Oscar Lawner, forward - till Linköping HC
- Mattias Göransson, back - till Rögle BK
- Carl Lindbom, målvakt - till Vegas Golden Knights
- Carl Dahlström, back - till
- Liam Öhgren, forward - till Minnesota Wild

## Spelarprofiler

### Svenska spelarprofiler
| - Adam Werner - Anders Steen - Andreas Johansson - Bengt-Åke Gustafsson - Benny Andersson - Björn Fagerlund - Christian Berglund - Claes-Henrik Silfver - Clas Eriksson - Conny Evensson - Daniel Henriksson - Dick Axelsson - Emil Kåberg - Fredrik Olausson - Greger Artursson - Harald Lückner | - Håkan Loob - Håkan Hermansson - Håkan Nordin - Jan Ingman - Jesper Mattsson - Jesper Olofsson - Jonas Brodin - Jonas Frögren - Jonas Gustavsson - Jonas Höglund - Jörgen Jönsson - Karl-Johan Sundqvist - Kent-Erik Andersson - Kjell Dahlin - Kristian Huselius - Lars Karlsson | - Leif Carlsson - Lennart Andersson - Magnus Arvedson - Magnus Nygren - Magnus Roupé - Marcus Johansson - Marcus Paulsson - Markus Svensson - Mathias Johansson - Mats Lindgren - Mats Lusth - Mikael Holmberg - Mikael Johansson - Oscar Klefbom - Pelle Prestberg - Per Hållberg | - Per Ledin - Per Åslund - Peter Andersson - Peter Lindmark - Peter Nordström - Peter Ottosson - Rickard Wallin - Robin Press - Roger Johansson - Sanny Lindström - Staffan Lundh - Thomas Rhodin - Thomas Rundqvist - Thomas Steen - Tommy Samuelsson - Ulf Sterner |

### Utländska spelarprofiler
| - Anssi Salmela - Antti Pihlström - Ari Vallin - Arto Laatikainen - Erkki Laine † - Esa Pirnes - Hannes Hyvönen - Ilari Melart - Janne Niskala - Jesse Virtanen - Marko Jantunen - Markus Ketterer - Sinuhe Wallinheimo - Tomi Sallinen - Toni Rajala | - Vesa Toskala - Ville Lajunen - Ville Leskinen - Anders Bastiansen - Jonas Holös - Lars Haugen - Marius Holtet - Mats Trygg - Ole-Kristian Tollefsen - Tore Vikingstad - Alexander Salak - Dominik Furch - Jaroslav Špaček - Martin Sevc - Milan Gulas | - Radek Hamr - Vojtech Mozik - Dominik Graňák - Lubos Bartecko - Marian Gaborik - Zdeno Chara - Sergei Fokin - Vyatjeslav Butsayev - Dieter Kalt - Boris Rousson - Chris Lee - Justin Pogge - Lee Goren - Sheldon Souray | - Marcel Jenni - Martin Gerber - Jesper Duus - Jonathon Blum |

### Tröjor i taket
| Nummer | Spelare           | Född              | Position | Karriär i FBK                              | Säsonger | Datum             |
| ------ | ----------------- | ----------------- | -------- | ------------------------------------------ | -------- | ----------------- |
| 2      | Tommy Samuelsson  | 12 januari 1960   | Back     | 1976–1995                                  | 19       | 14 december 1998  |
| 5      | Håkan Loob        | 3 juli 1960       | Forward  | 1979–1983, 1989–1996                       | 11       | 27 september 1996 |
| 9      | Thomas Rundqvist  | 4 maj 1960        | Center   | 1978–1984, 1985–1993                       | 14       | 14 december 1998  |
| 9      | Ulf Sterner       | 11 februari 1941  | Forward  | 1967–1968, 1969–1973                       | 5        | 13 november 2001  |
| 17     | Mathias Johansson | 22 februari 1974  | Center   | 1990–2002, 2003–2008                       | 17       | 24 november 2012  |
| 19     | Peter Nordström   | 26 juli 1974      | Forward  | 1995–1998, 1999–2009                       | 14       | 30 november 2019  |
| 21     | Jörgen Jönsson    | 29 september 1972 | Center   | 1995–1999, 2000–2009                       | 13       | 26 december 2009  |
| 51     | Rickard Wallin    | 9 april 1980      | Center   | 2000–2002, 2005–2006, 2007-2009, 2010-2016 | 12       | 23 september 2017 |

## Ledare genom åren
| År        | Huvudtränare         | Assisterande                        | Målvaktstränare           | GM/Sportchef     |
| --------- | -------------------- | ----------------------------------- | ------------------------- | ---------------- |
| 1975/1976 | Olle Öst             | Björn Fagerlund                     |                           |                  |
| 1976/1977 | Olle Öst             | Kjell Augustsson                    |                           |                  |
| 1977/1978 | Conny Evensson       | Kjell Augustsson                    |                           |                  |
| 1978/1979 | Conny Evensson       | Kjell Augustsson                    |                           |                  |
| 1979/1980 | Conny Evensson       | Kjell Augustsson                    |                           |                  |
| 1980/1981 | Conny Evensson       | Kjell Augustsson                    |                           | Olle Öst         |
| 1981/1982 | Kent Olsson          | Karl-Johan Sundqvist                |                           | Olle Öst         |
| 1982/1983 | Kent Olsson          | Karl-Johan Sundqvist                |                           | Olle Öst         |
| 1983/1984 | Kent Olsson          | Kjell Augustsson                    |                           | Olle Öst         |
| 1983/1984 | Conny Evensson       | Kjell Augustsson                    |                           | Olle Öst         |
| 1984/1985 | Conny Evensson       | Kjell Augustsson                    |                           | Olle Öst         |
| 1985/1986 | Conny Evensson       | Kjell Augustsson                    |                           | Olle Öst         |
| 1986/1987 | Conny Evensson       | Kjell Augustsson                    |                           | Olle Öst         |
| 1987/1988 | Per Bäckman          | Kjell Augustsson                    |                           |                  |
| 1988/1989 | Per Bäckman          | Kjell Augustsson                    |                           |                  |
| 1989/1990 | Harald Lückner       | Lars-Göran Nilsson                  |                           | Conny Evensson   |
| 1990/1991 | Harald Lückner       | Lars-Göran Nilsson                  |                           |                  |
| 1991/1992 | Harald Lückner       | Lennart Andersson                   |                           |                  |
| 1992/1993 | Harald Lückner       | Lars-Göran Nilsson                  |                           |                  |
| 1993/1994 | Jörgen Palm          | Jan Ingman Håkan Nordin             |                           |                  |
| 1993/1994 | Per Bäckman          | Gunnar Johansson                    |                           |                  |
| 1994/1995 | Conny Evensson       | Lennart Åhlberg Lars-Erik Lundström |                           |                  |
| 1995/1996 | Conny Evensson       | Lennart Åhlberg Anders Bergman      |                           |                  |
| 1995/1996 | Per Bäckman          | Gunnar Johansson                    |                           |                  |
| 1996/1997 | Per Bäckman          | Gunnar Johansson                    | Anders Bergman            | Håkan Loob       |
| 1997/1998 | Bo Lennartsson       | Gunnar Johansson                    | Anders Bergman            | Håkan Loob       |
| 1998/1999 | Bo Lennartsson       | Gunnar Johansson                    |                           | Håkan Loob       |
| 1999/2000 | Gunnar Johansson     | Per-Erik Johnsson Tommy Samuelsson  | Jörgen Rydén              | Håkan Loob       |
| 2000/2001 | Gunnar Johansson     | Per-Erik Johnsson Tommy Samuelsson  | Jörgen Rydén Stefan Ladhe | Håkan Loob       |
| 2001/2002 | Bengt-Åke Gustafsson | Bo Lennartsson Tommy Samuelsson     | Stefan Ladhe              | Håkan Loob       |
| 2002/2003 | Bengt-Åke Gustafsson | Bo Lennartsson Tommy Samuelsson     | Stefan Ladhe              | Håkan Loob       |
| 2003/2004 | Bengt-Åke Gustafsson | Tommy Samuelsson                    |                           | Håkan Loob       |
| 2004/2005 | Bengt-Åke Gustafsson | Leif Strömberg Bo Lennartsson       | Fredrik Mikko             | Håkan Loob       |
| 2004/2005 | Leif Strömberg       | Bo Lennartsson                      | Fredrik Mikko             | Håkan Loob       |
| 2005/2006 | Leif Strömberg       | Bo Lennartsson                      | Fredrik Mikko             | Håkan Loob       |
| 2005/2006 | Per-Erik Johnsson    | Clas Eriksson Leif Carlsson         | Fredrik Mikko             | Håkan Loob       |
| 2006/2007 | Roger Melin          | Tommy Samuelsson                    | Erik Granqvist            | Håkan Loob       |
| 2007/2008 | Roger Melin          | Tommy Samuelsson                    | Erik Granqvist            | Håkan Loob       |
| 2007/2008 | Tommy Samuelsson     | Clas Eriksson                       | Erik Granqvist            | Håkan Loob       |
| 2008/2009 | Per-Erik Johnsson    | Tommy Samuelsson                    | Erik Granqvist            | Thomas Rundqvist |
| 2009/2010 | Per-Erik Johnsson    | Tommy Samuelsson                    | Erik Granqvist            | Thomas Rundqvist |
| 2010/2011 | Tommy Samuelsson     | Jörgen Jönsson Leif Carlsson        | Erik Granqvist            | Thomas Rundqvist |
| 2011/2012 | Niklas Czarnecki     | Leif Carlsson                       | Erik Granqvist            | Thomas Rundqvist |
| 2011/2012 | Leif Carlsson        | Jörgen Jönsson Andreas Johansson    | Erik Granqvist            | Thomas Rundqvist |
| 2012/2013 | Leif Carlsson        | Andreas Johansson Radek Hamr        | Erik Granqvist            | Thomas Rundqvist |
| 2012/2013 | Leif Carlsson        | Andreas Johansson Radek Hamr        | Erik Granqvist            | Jörgen Jönsson   |
| 2013/2014 | Leif Carlsson        | Andreas Johansson Radek Hamr        | Erik Granqvist            | Jörgen Jönsson   |
| 2013/2014 | Leif Carlsson        | Clas Eriksson Radek Hamr            | Erik Granqvist            | Anders Steen     |
| 2014/2015 | Tommy Samuelsson     | Clas Eriksson Radek Hamr            | Jonathan Höjd             | Leif Carlsson    |
| 2015/2016 | Tommy Samuelsson     | Clas Eriksson Ante Karlsson         | Maciej Szwoch             | Leif Carlsson    |
| 2015/2016 | Tommy Samuelsson     | Ante Karlsson Thomas Rhodin         | Maciej Szwoch             | Leif Carlsson    |
| 2016/2017 | Leif Carlsson        | Johan Pennerborn Ante Karlsson      | Maciej Szwoch             | Håkan Loob       |
| 2017/2018 | Johan Pennerborn     | Gereon Dahlgren Ante Karlsson       | Maciej Szwoch             | Peter Jakobsson  |
| 2018/2019 | Johan Pennerborn     | Gereon Dahlgren Ante Karlsson       | Maciej Szwoch             | Peter Jakobsson  |
| 2019/2020 | Johan Pennerborn     | Gereon Dahlgren Peter Popovic       | Maciej Szwoch             | Peter Jakobsson  |
| 2020/2021 | Johan Pennerborn     | Gereon Dahlgren Peter Popovic       | Maciej Szwoch             | Peter Jakobsson  |
| 2020/2021 | Johan Pennerborn     | Pelle Prestberg Thomas Rhodin       | Maciej Szwoch             | Peter Jakobsson  |
| 2021/2022 | Johan Pennerborn     | Pelle Prestberg Thomas Rhodin       | Maciej Szwoch             | Peter Jakobsson  |
| 2021/2022 | Tomas Mitell         | Pelle Prestberg Thomas Rhodin       | Maciej Szwoch             | Rickard Wallin   |
| 2022/2023 | Tomas Mitell         | Pelle Prestberg Thomas Rhodin       | Maciej Szwoch             | Rickard Wallin   |
| 2023/2024 | Tomas Mitell         | Pelle Prestberg Thomas Rhodin       | Maciej Szwoch             | Rickard Wallin   |
| 2024/2025 | Tomas Mitell         | Johan Hedberg Thomas Rhodin         | Maciej Szwoch             | Rickard Wallin   |
| 2025/2026 | Jörgen Jönsson       | Christer Olsson Mikael Karlberg     | Daniel Hansen             | Rickard Wallin   |

### Lagkaptener genom åren
| År        | Kapten                 | Ass kapten             | Ass kapten          |
| --------- | ---------------------- | ---------------------- | ------------------- |
| 1975-1980 | Kent-Erik Andersson    | -                      | -                   |
| 1980-1985 | Harald Lückner         | -                      | -                   |
| 1985/1986 | Kent-Erik Andersson    | -                      | -                   |
| 1986-1993 | Thomas Rundqvist       | -                      | -                   |
| 1993/1994 | Leif Carlsson          | Håkan Loob             | Lars Karlsson       |
| 1994/1995 | Håkan Loob             | Thomas Rhodin          | Tommy Samuelsson    |
| 1995/1996 | Håkan Loob             | Roger Johansson        | -                   |
| 1996/1997 | Roger Johansson        | Clas Eriksson          | Jörgen Jönsson      |
| 1997/1998 | Clas Eriksson          | Roger Johansson        | Jörgen Jönsson      |
| 1998-2000 | Clas Eriksson          | -                      | -                   |
| 2000/2001 | Jörgen Jönsson         | -                      | -                   |
| 2001/2002 | Jörgen Jönsson         | Mathias Johansson      | Thomas Rhodin       |
| 2002/2003 | Jörgen Jönsson         | Clas Eriksson          | Thomas Rhodin       |
| 2003/2004 | Clas Eriksson          | Jörgen Jönsson         | Greger Artursson    |
| 2004/2005 | Jörgen Jönsson         | Mathias Johansson      | Jonas Frögren       |
| 2005/2006 | Jörgen Jönsson         | Mathias Johansson      | Thomas Rhodin       |
| 2006/2007 | Jörgen Jönsson         | Andreas Johansson      | Thomas Rhodin       |
| 2007/2008 | Jörgen Jönsson         | Rickard Wallin         | Thomas Rhodin       |
| 2008/2009 | Rickard Wallin         | Jörgen Jönsson         | Thomas Rhodin       |
| 2009/2010 | Sanny Lindström        | Jesper Mattsson        | Anders Bastiansen   |
| 2010-2012 | Rickard Wallin         | Sanny Lindström        | Anders Bastiansen   |
| 2012/2013 | Rickard Wallin         | Anders Bastiansen      | Patrik Lundh        |
| 2013/2014 | Ole-Kristian Tollefsen | Magnus Nygren          | Patrik Lundh        |
| 2014/2015 | Ole-Kristian Tollefsen | Rickard Wallin         | Linus Persson       |
| 2015/2016 | Magnus Nygren          | Ole-Kristian Tollefsen | Linus Persson       |
| 2016/2017 | Magnus Nygren          | Ole-Kristian Tollefsen | Alexander Johansson |
| 2017/2018 | Alexander Johansson    | Johan Ryno             | Rasmus Asplund      |
| 2018/2019 | Mikael Wikstrand       | Johan Ryno             | Linus Johansson     |
| 2019/2020 | Linus Johansson        | Sebastian Erixon       | Gustav Rydahl       |
| 2020/2021 | Sebastian Erixon       | Victor Ejdsell         | Jacob Nilsson       |
| 2021-2024 | Linus Johansson        | Victor Ejdsell         | Joakim Nygård       |

### Årets rookie sedan 1989
| År        | Spelare         |
| --------- | --------------- |
| 1993–1994 | Mats Lindgren   |
| 1996–1997 | Niklas Sjökvist |
| 1997–1998 | Pelle Prestberg |
| 2004–2005 | Oscar Steen     |